# Marché vert
Le marché vert (en estonien : Roheline turg) est un parc du quartier de Kesklinn à Tallinn en Estonie.

## Présentation
Le marché vert est un parc protégé construit en 1893 au centre de Tallinn, entre les rues Pikk tänav et Olevimägi.

## Histoire
Le petit espace vert présente un plan approximativement triangulaire, façonné par le tracé des deux rues adjacentes. Le marché aux poissons s'est tenu dans la zone pendant des siècles.
Au XIXème siècle, il s'agissait principalement d'un marché de légumes et de fleurs, qui a donné le nom de l'espace vert.
La tenue des marchés dans la zone a pris fin en 1893. À la place, un petit espace vert bordé d’arbres a été créé. C'est l'un des rares espaces verts de la vieille ville historique de Reval, densément bâtie.
Le petit parc est désormais utilisé pour les repas en plein air.

## Chapelle du Marché Vert
En 1909, à l'occasion du 15ème anniversaire de l'accession au trône du tsar Nicolas II, la petite chapelle orthodoxe russe du Marché Vert a été construite à l'extrémité sud de l'espace vert.
La petite chapelle orthodoxe a été construite en 1909 sur le marché vert à Pikk 34A.
La chapelle composée d'une seule petite pièce a servi de bâtiment sacré jusqu'au début des années 1960.
Il a ensuite été adapté en cabine téléphonique et en kiosque, vendant finalement des accessoires d'église et des cartes postales. Au début des années 1990, le kiosque a été fermé.
En 2009, la municipalité de Tallinn a donné la chapelle à la congrégation de la cathédrale Alexandre Nevski de l'Église orthodoxe d'Estonie.

## Galerie

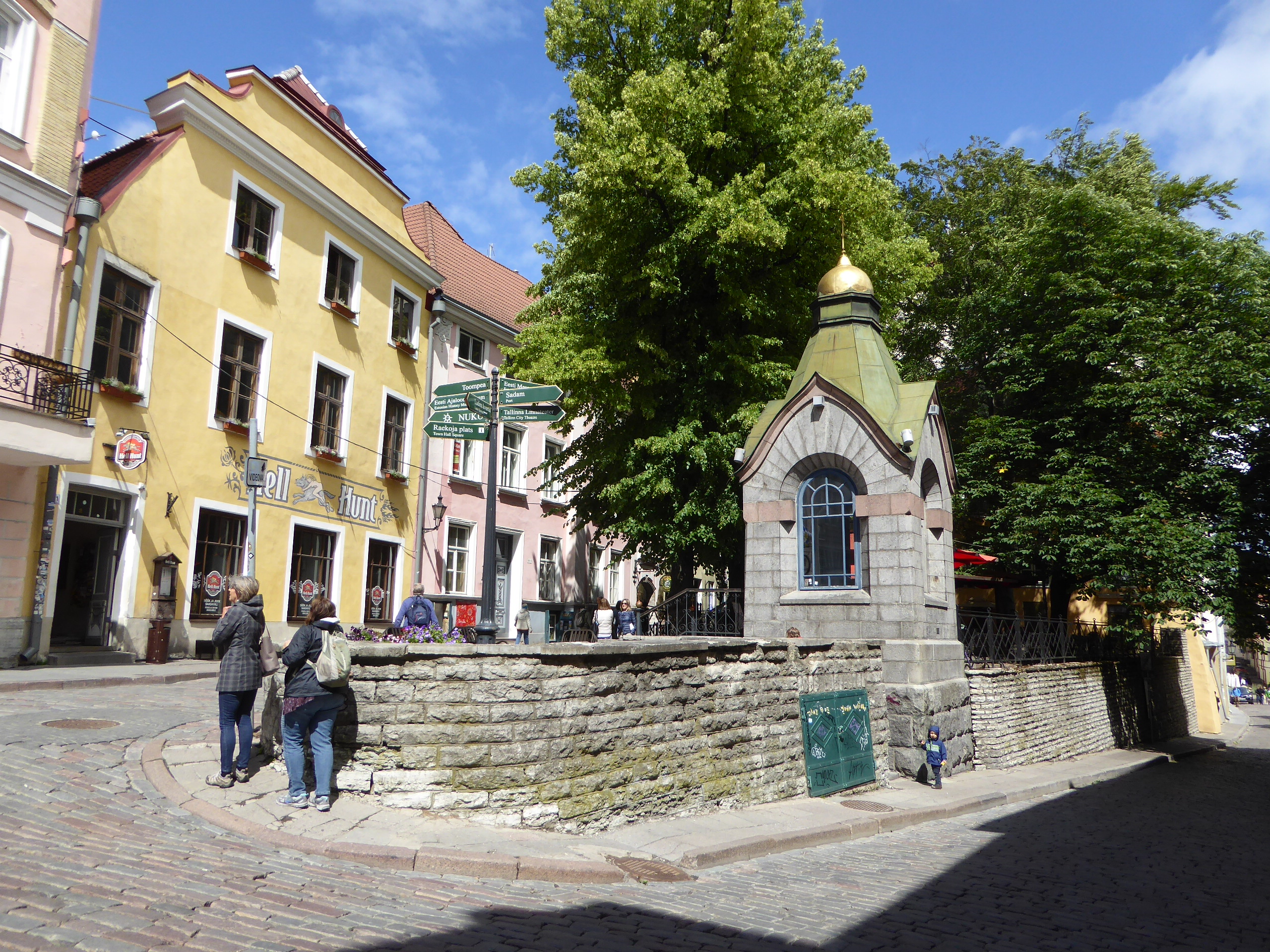
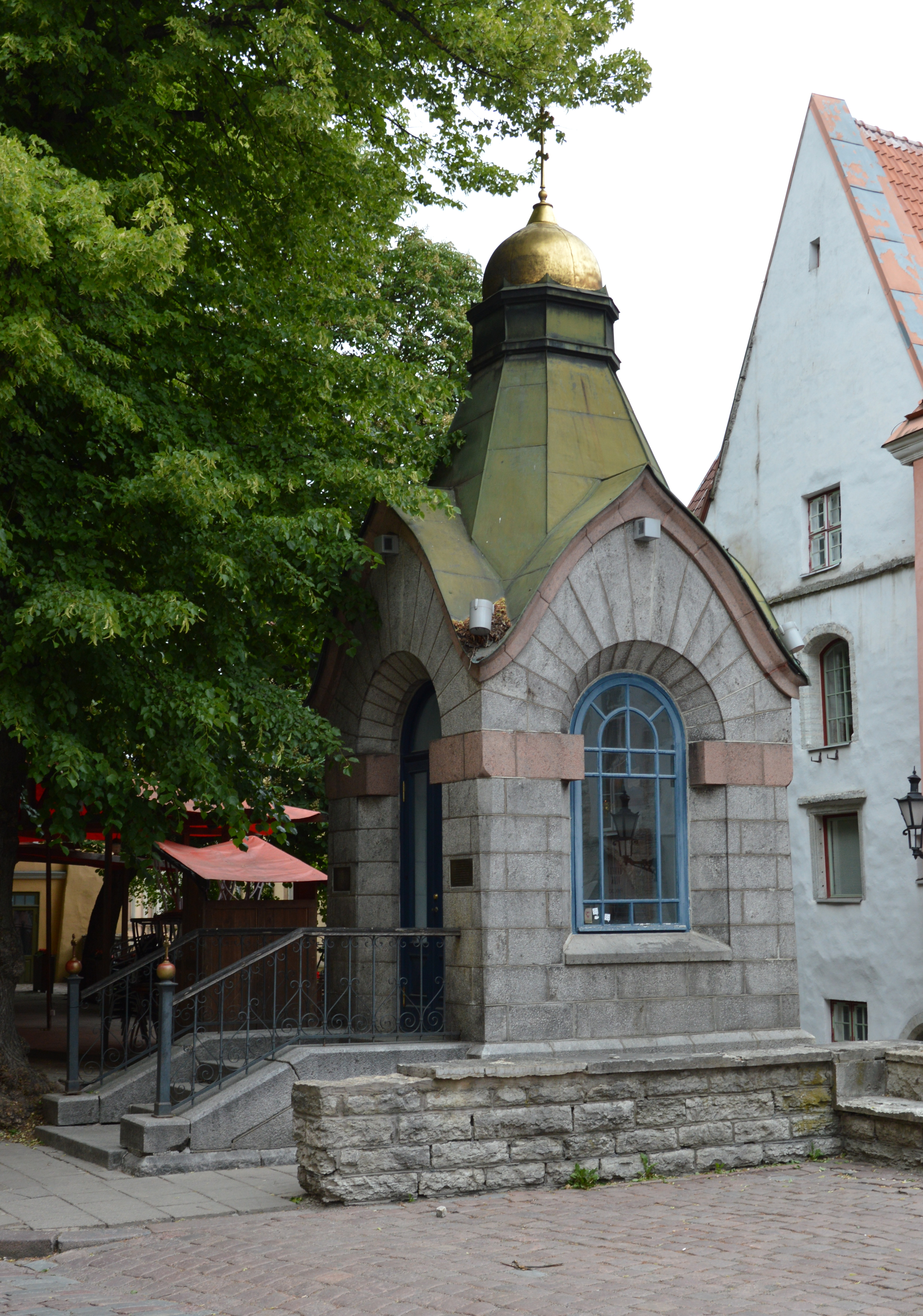
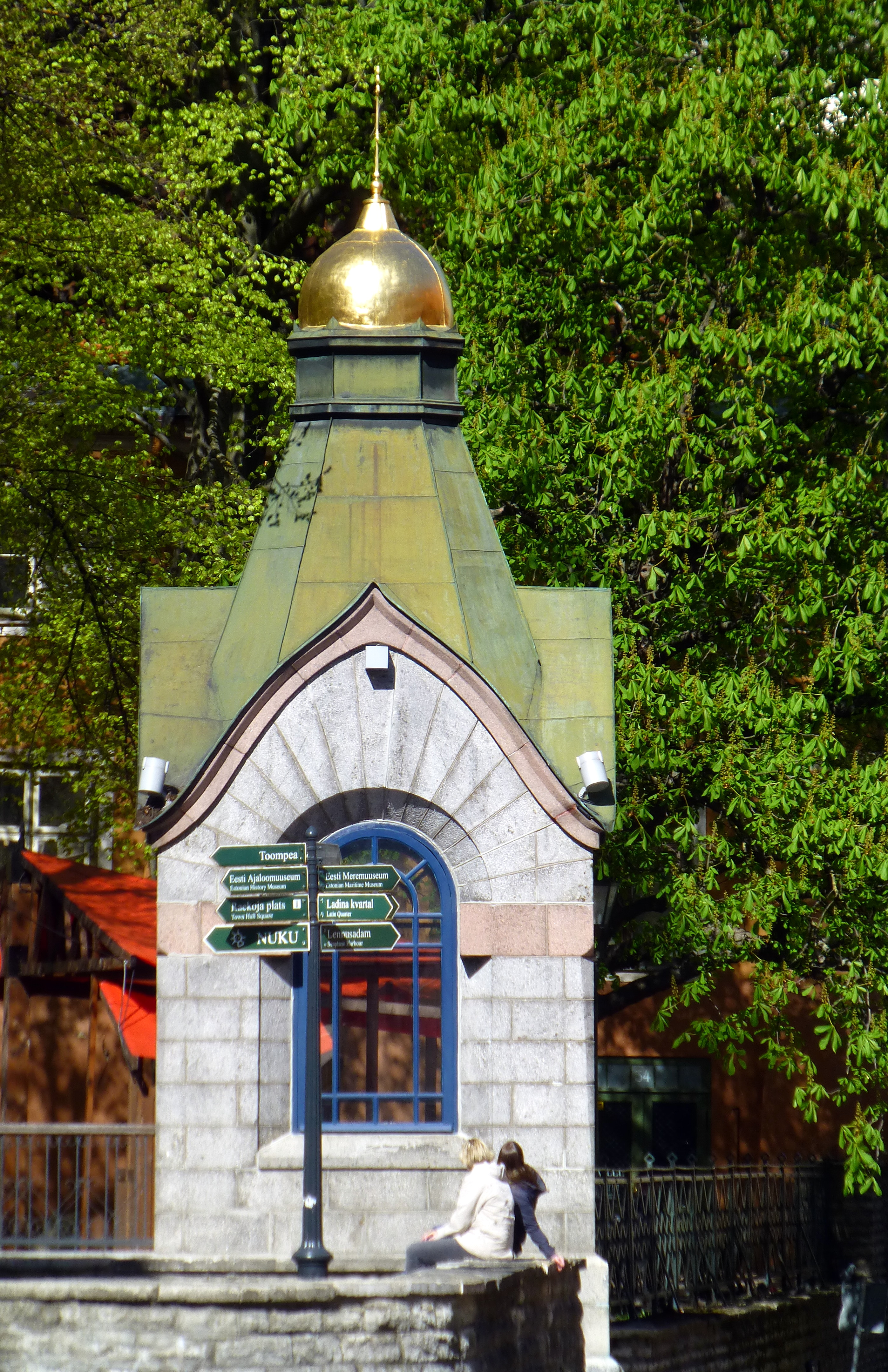
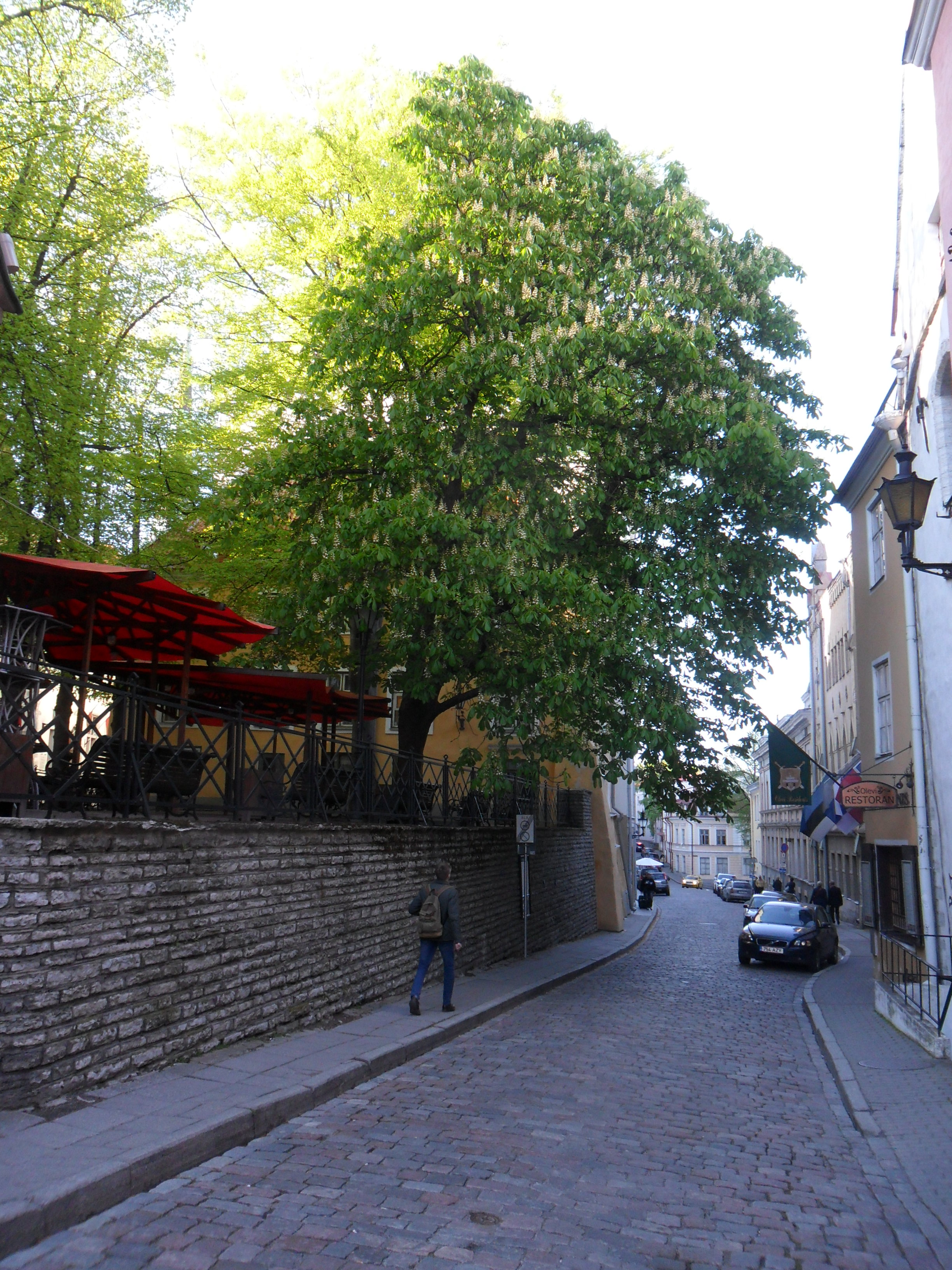
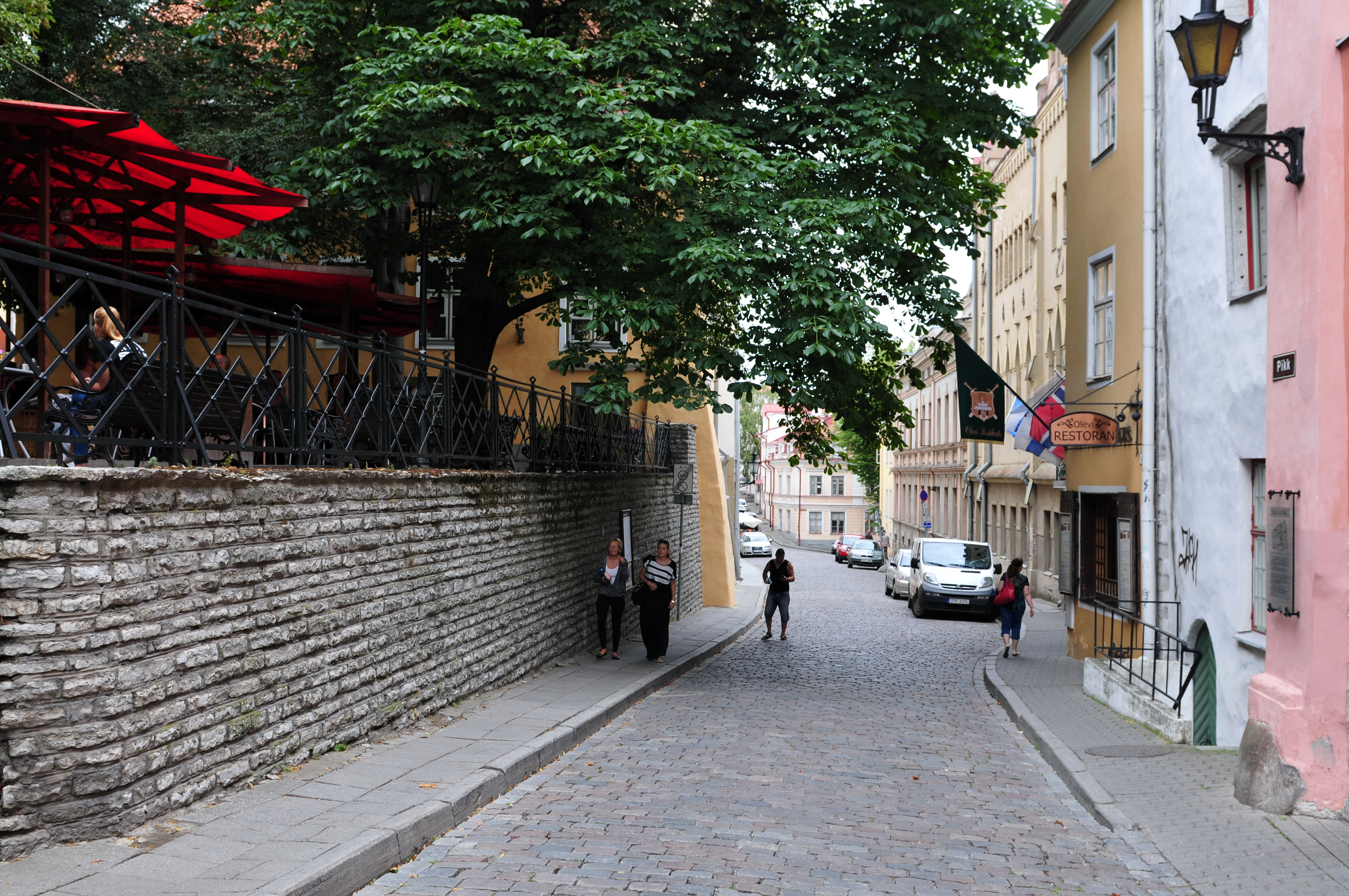